# Zita Galic
Zita Galic (serbisch-kyrillisch Зита Галиц; * 26. Juli 1962 in Ada, FVR Jugoslawien) ist eine ehemalige serbische Handballspielerin, die dem Kader der jugoslawischen Nationalmannschaft angehörte.

## Karriere
Galic begann das Handballspielen im Jahr 1973 in ihrer Geburtsstadt beim RK Potisje. In den Spielzeiten 1984/85 bis 1988/89 wurde sie fünf Mal Torschützenkönigin der höchsten jugoslawischen Spielklasse. Im Jahr 1989 wechselte sie zum französischen Erstligisten ASPTT Metz. Galic gewann mit Metz 1990, 1993, 1994 und 1995 die französische Meisterschaft sowie 1990 und 1994 den französischen Pokal. Bis Galic im Jahr 1995 Metz verließ, erzielte sie in den jeweiligen Spielzeiten stets die meisten Treffer. Zuletzt lief sie in der Saison 1995/96 für den Verein Jugoinspekt aus Novi Sad auf.
Galic gehörte dem Kader der jugoslawischen Juniorinnennationalmannschaft an, mit der sie bei der U-20-Weltmeisterschaft 1979 die Bronzemedaille und bei der U-20-Weltmeisterschaft 1981 die Silbermedaille gewann. Anschließend bestritt Galic 97 Länderspiele für die jugoslawische A-Nationalmannschaft, in denen sie über 350 Treffer erzielte. Mit der jugoslawischen Auswahl nahm sie an der Weltmeisterschaft 1982 in Ungarn (3. Platz), an der Weltmeisterschaft 1986 in den Niederlanden (6. Platz) und an den Olympischen Spielen 1988 in Seoul (4. Platz) teil.